# Kruesi-Rohr
Als Kruesi-Rohr (englisch Kruesi Electric Tube) wird eine historische Bauform eines Erdkabels für erste Stromnetze bezeichnet. Erfinder war John Kruesi, welcher zu dieser Zeit (um 1880) bei Thomas Alva Edison beschäftigt war.

## Geschichte

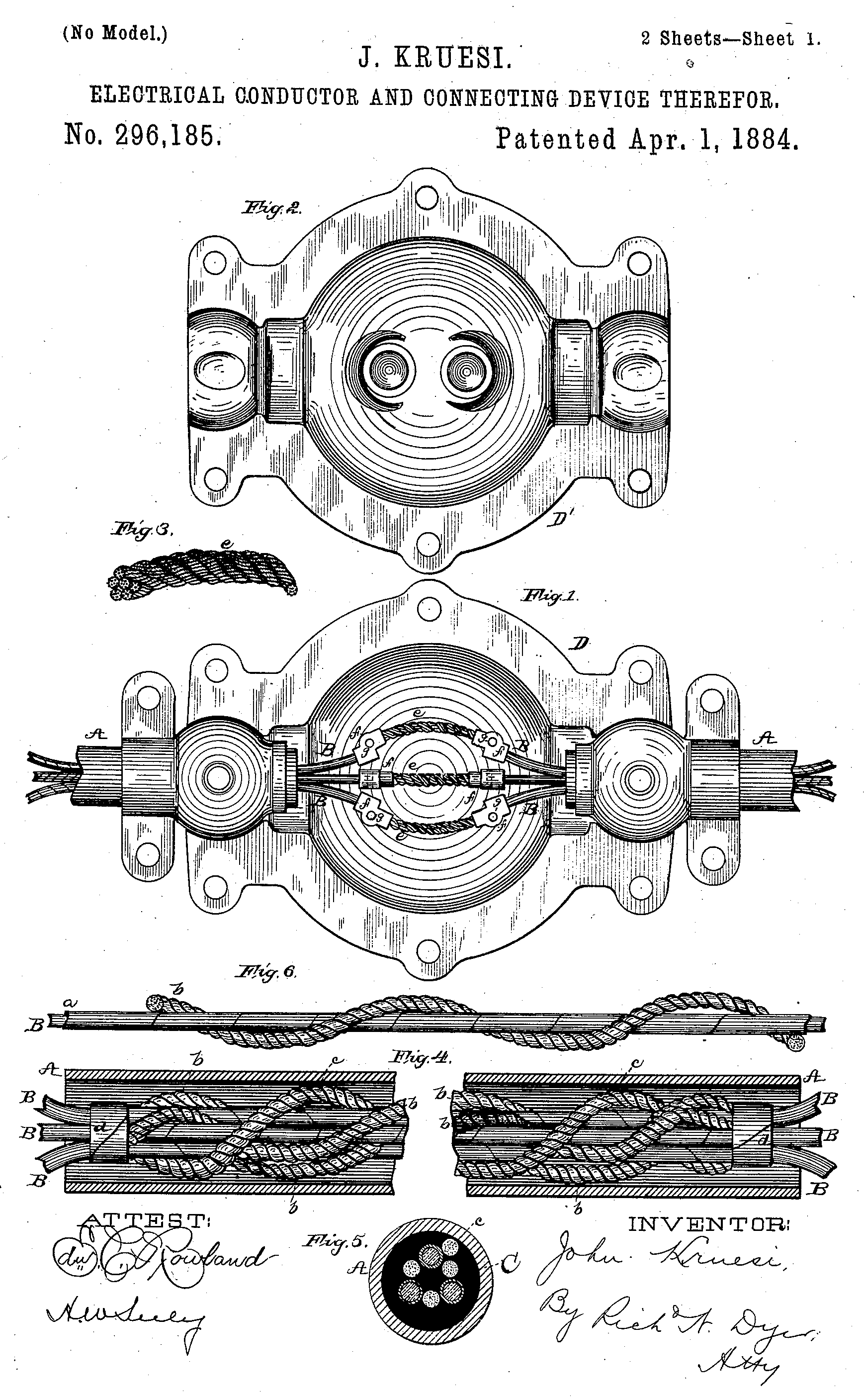
Schnittdarstellung Kruesi-Rohr in Fig. 4 unten (Patentzeichnung). Darüber zwei Kabelmuffen

Die Idee bestand aus einem Rohr, in dem drei Leiter durch Isolatoren getrennt eingegossen wurden und durch Muffen verbunden werden konnten. Die Anforderung, drei elektrische Leiter zu verwenden, war durch das Gleichstromsystem von Edison bedingt.
Edison gründete 1881 die „Edison Electric Tube Company“, deren Leiter John Kruesi wurde. Die Kruesi Electric Tube wurde 1883 zum Patent angemeldet.

## Anwendung
Beim Bau der Pearl Street Station, des ersten Kraftwerks in New York, wurde das Kruesi-Rohr erstmals installiert. Am 4. September 1882 eröffnete Thomas Alva Edison das Kraftwerk.
Das Kruesi-Rohr, das der Übertragung von Gleichstrom diente, war zuerst in einem Gebiet von rund 600 auf 600 Meter verlegt und versorgte in der Pearl Street rund 800 Glühfadenlampen. Nach gut einem Jahr wurde das Netz auf weitere 508 Teilnehmer erweitert und versorgte mehr als 10.000 Glühlampen. Im Januar 1883 wurde die erste Firma „Ansonia Brass & Copper Co.“ mit der Leitung von Kruesi verbunden. Insgesamt wurden im südlichen Manhattan rund 30 Kilometer Kruesi-Kabel verlegt.
1895 wurde das Kraftwerk Pearl Street stillgelegt und verkauft. Jahre später wurde das Kraftwerkgebäude abgerissen und heute erinnert nur noch eine Tafel an das erste Elektrizitätswerk der USA.